# Chikkabudihalu, Davanagere
Chikkabudihalu là một làng thuộc tehsil Davanagere, huyện Davanagere, bang Karnataka, Ấn Độ.